# Talamona
Talamona är en ort och kommun i provinsen Sondrio i regionen Lombardiet i Italien. Kommunen hade 4 678 invånare (2018).